# Біюк-Сенон

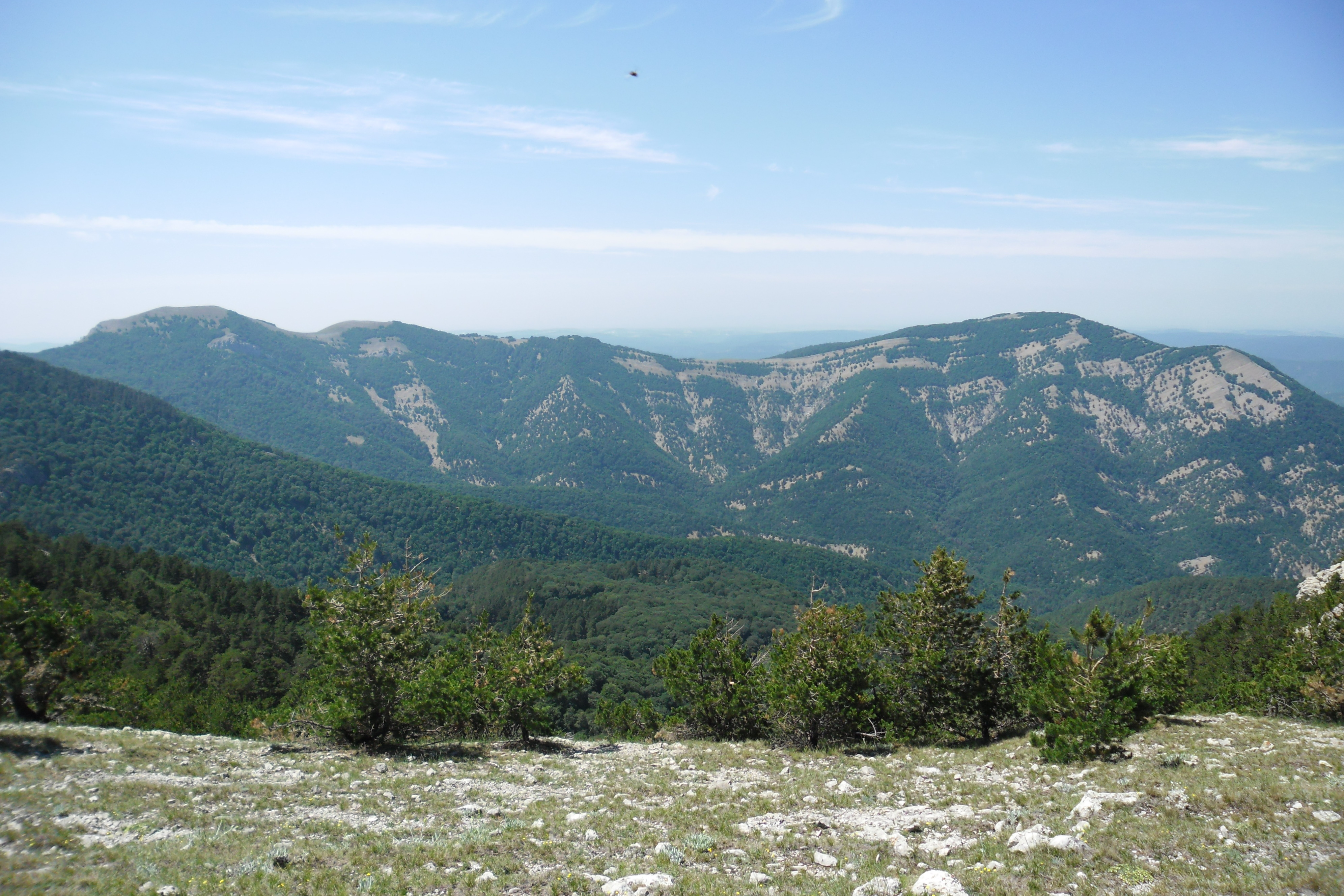
На передньому плані — лісистий гірський хребет Біюк-Сенон. Позаду нього — хребет Синап-Даг. Світлина з Бабуган-яйли

Біюк-Сенон на мапі району Бабуган-яйли

Бію́к-Сено́н, Бую́к-Сено́н (крим. Büyük Senon) — лісистий гірський хребет, північний відріг Бабуган-яйли, лівий борт яру Гаврель; за 1,5 км від гори Мала Чучель.